# Constantin Dumbravă
Dumbravă Constantin (n. 13 aprilie 1898, Buhuși – d. 22 septembrie 1935, Cannes) a fost un naturalist, glaceolog și cercetător polar român. Este considerat unul dintre cei mai valoroși naturaliști români.

## Biografie
Acesta s-a născut în 13 aprilie 1898 în Buhuși, având tatăl lucrător ca factor poștal iar mama angajată la C.F.R. 
Școala primară la Buhuși, liceul la Botoșani, studii superioare în Franța și Belgia. A devenit doctor în științe. Căsătorindu-se cu Estelle Heigs, o americancă, s-a stabilit la New York, unde și-a pregătit cele trei expediții: 1925, timp de patru luni, în perimetrul țărmului groenlandez; 1927, cu durata totală de 14 luni; 1934, „cînd balonul în care se afla s-a prăbușit în Oceanul înghețat de Nord, aproape de Angmasalik din Țara regelui Christian”, potrivit propriilor declarații. 
Expediția românească din Groenlanda (1927—1928) s-a desfășurat sub auspiciile Societății de Geografie a Franței și a Societății Regale Belgiene de Geografie, cu fonduri puse la dispoziție de Societatea de Geografie din Philadelphia, de Clubul Exploratorilor din New York și de Universitatea din Michigan (S.U.A.). 
Și-a propus să facă observații meteorologice (mișcarea ciclonilor și anticiclonilor, proprietățile gheții marine și ale celei de creastă, temperatura apei mării, mareele, curenții marini), botanice, zoologice, etnografice, geomorfologice etc. 
Acesta s-a asociat în acțiunea sa cu inginerul belgian Freddy Bernard, specialist în meteorologie. A părăsit Copenhaga în ziua de 26 iulie 1927 la bordul vasului „Gertrude Rask”. A ocolit Danemarca, a pătruns în apele Mării Nordului, a lăsat în urmă Islanda și, după zece zile de la plecare, traversând Atlanticul, a ajuns la Angmasalik. Cercetările efectuate pe coasta estică a insulei n-au fost oprite nici în timpul nopții polare. Cu sprijinul băștinașilor, a reușit să străbată o zonă întinsă în raport cu locul în care își stabilise tabăra și să fie oaspetele unui număr de 22 așezări ale eschimoșilor. Intenționa chiar o traversare a Antarcticii până la Holstensborg, locul unde își desfășura munca în același timp profesorul H. W. Hobbs de la Universitatea din Michigan.  
La revenirea în Europa a ținut conferințe despre expediția lui științifică. Relatând despre rezultatele ei, glaciologul afirma în rezumat: „Timp de 12 luni am recoltat colecții etnografice, documente asupra obiceiurilor micului popor eschimos, am făcut un film de 3.500 m, am capturat o vulpe și alte animale, pe care le-am oferit Grădinii zoologice din Anvers, un fetus de focă, pe care l-am conservat în formol, un urs alb, o focă, al cărei corp l-am împăiat și multe cranii umane și de mamifere și am adunat un mare număr de observații meteorologice”. 

## Scrieri
- Un an printre eschimoși (în limba franceză)
- Jurnal de călătorie (în limba engleză)